# Titia Lont
Titia Johanna Lont (Sint Jacobiparochie, 1963) is een Nederlands politicus van het CDA, onderwijskundige en consultant.
Na de pedagogische academie vervolgde ze haar studie aan de Rijksuniversiteit Utrecht. Vanaf 1989 was ze stafmedewerker van het CDJA en daarnaast is ze ook medewerker bij de Tweede Kamer geweest. Daarna werkte in de periode van 1992 tot 1998 als projectmanager bij twee verschillende organisaties. Van 1998 tot 2005 was Lont CDA-gemeenteraadslid in Den Haag en daarnaast was ze onder andere projectmanager bij Netwerk Sociale Initiatieven Zuid-Holland (NSI).
Op 1 januari 2005 werd ze burgemeester van de Noord-Hollandse gemeente Wieringen, maar al vrij snel waren er conflicten. In november 2005 fungeerde ze tijdens het werkbezoek van koningin Beatrix aan Wieringen nog als gastvrouw, maar toen waren de spanningen al zo hoog opgelopen dat ze zich begin december overspannen ziek meldde. Omdat het erop leek dat ze langer dan 3 maanden haar werk niet zou kunnen doen, werd in januari 2006 besloten Marjan van Kampen-Nouwen als waarnemend burgemeester aan te stellen. Nadat burgemeester Jan Baas in mei 2004 vertrokken was naar Enkhuizen om daar burgemeester te worden, was Van Kampen-Nouwen al ruim een half jaar waarnemend burgemeester van Wieringen tot Lont daar als burgemeester benoemd werd. Toen Lont in juli 2006 weer aan de slag wilde gaan als burgemeester, mocht dat niet. In augustus besloot de gemeenteraad om de minister te vragen haar als burgemeester ontslag te verlenen vanwege verstoorde verhoudingen tussen de burgemeester en de gemeenteraad die al sinds 2005 speelden. De gemeenteraad verweet haar onder andere gebrek aan leiderschap en te veel contact met de burgerij. Volgens Lont echter was er vanaf het begin een zeer moeizame werkrelatie met de gemeentesecretaris geweest en was er bovendien sprake van een verouderde bestuurscultuur.
Hoewel ze zich verzette tegen het dreigend ontslag, werd haar per 1 januari 2007 eervol ontslag verleend. Later dat jaar werd ze senior consultant bestuurders bij P&O Services Groep. Daar begeleidde ze (voormalige) bestuurders, waaronder veel voormalig politieke ambtsdragers, naar een nieuwe toekomst. Sinds 2013 is Lont zelfstandig ondernemer.
Lont is bovendien (mede)auteur van meerdere publicaties. Van haar verscheen de in het Bildts (de streektaal in haar geboortestreek) geschreven gedichtenbundel 'Lând út see'. Ook heeft ze, mede op basis van haar eigen ervaring als burgemeester, samen met de Baarnse gemeentesecretaris Liane Pielanen een boek geschreven met tips voor beginnende burgemeesters (zie bibliografie).